# Suc de Montchamp
Le suc de Montchamp est un sommet montagneux situé au sud-est du Massif central. Il culmine à 1 083 m d'altitude au sein du massif du Mézenc. Le point culminant se trouve à l'est de la commune de Lantriac tandis qu'une autre partie se trouve dans la commune de Laussonne.